# 倫敦大學學院教育研究院
倫敦大學學院教育研究院（英語：UCL Institute of Education，縮寫：IOE）是一所位於英國倫敦的公立研究型大學，曾是倫敦大學的成員之一，2014年併入倫敦大學學院。IOE被認為是世界教育研究頂尖學府之一，合併前在QS世界大學教育類排名第51-100名，合併後在QS世界大學教育類排名第1名。 其圖書館Newsam Library的藏書超過三十萬冊，其中教育類居於歐洲之冠，此外還有近兩千種期刊。
此外教育研究院也是全英最大的教育研究機構，授予從本科到博士的學位，也提供教師培訓服務，并負責出版《Educate~ The Journal of Doctoral Research in Education》。

## 歷史

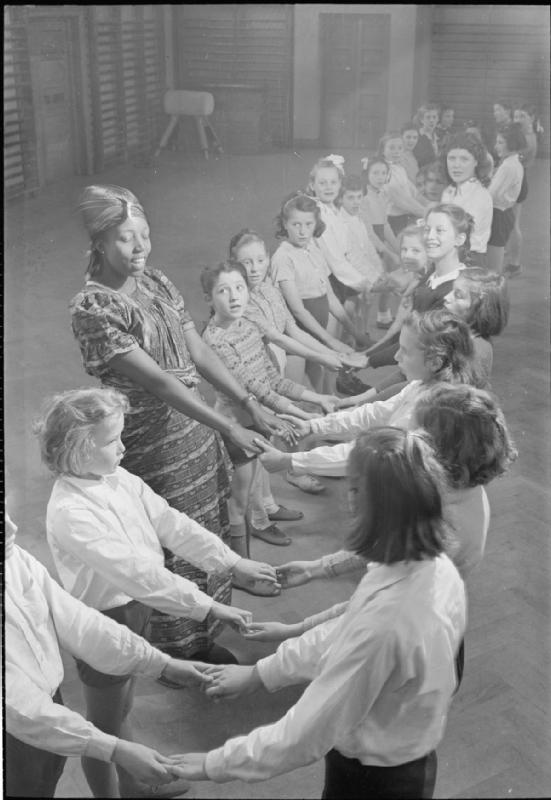
1946年，來自尼日利亞殖民地的兒童教師在教育研究院教課

1900年，倫敦郡議會技術教育委員會（Technical Education Board）下的高等教育小組委員會發佈了一份關於在倫敦的大學的教師培訓報告。技術教育委員會給倫敦大學提議建立一個新型的男女公學的教師培訓學院。1902年10月6日新學院建成，當時稱倫敦日間培訓學院（London Day Training College）。
該學院的第一任院長（Principal）是約翰·亞當斯爵士，在此之前他是格拉斯哥大學教育學教授。
副院長們則兩性兼有，並負責大多數教學工作。西里爾·伯特在內的其他專家教授具體學科。而這一時期的學院只提供為期一至三年的教師培訓，並不教授學生。
1909年，倫敦日間培訓學院成為倫敦大學下屬機構，改稱“倫敦大學教育研究院”（University of London, Institute of Education）。
2014年，成為倫敦大學學院下屬機構，改稱“倫敦大學學院教育研究院”（University College London, Institute of Education）。

## 外部連結
- Institute of Education website （页面存档备份，存于）
- Institute of Education graduate lists
- List of London Day Training College military personnel,1914–1918

51°31′23″N 0°07′41″W / 51.52301°N 0.12802°W